# Domus di via San Rocchino

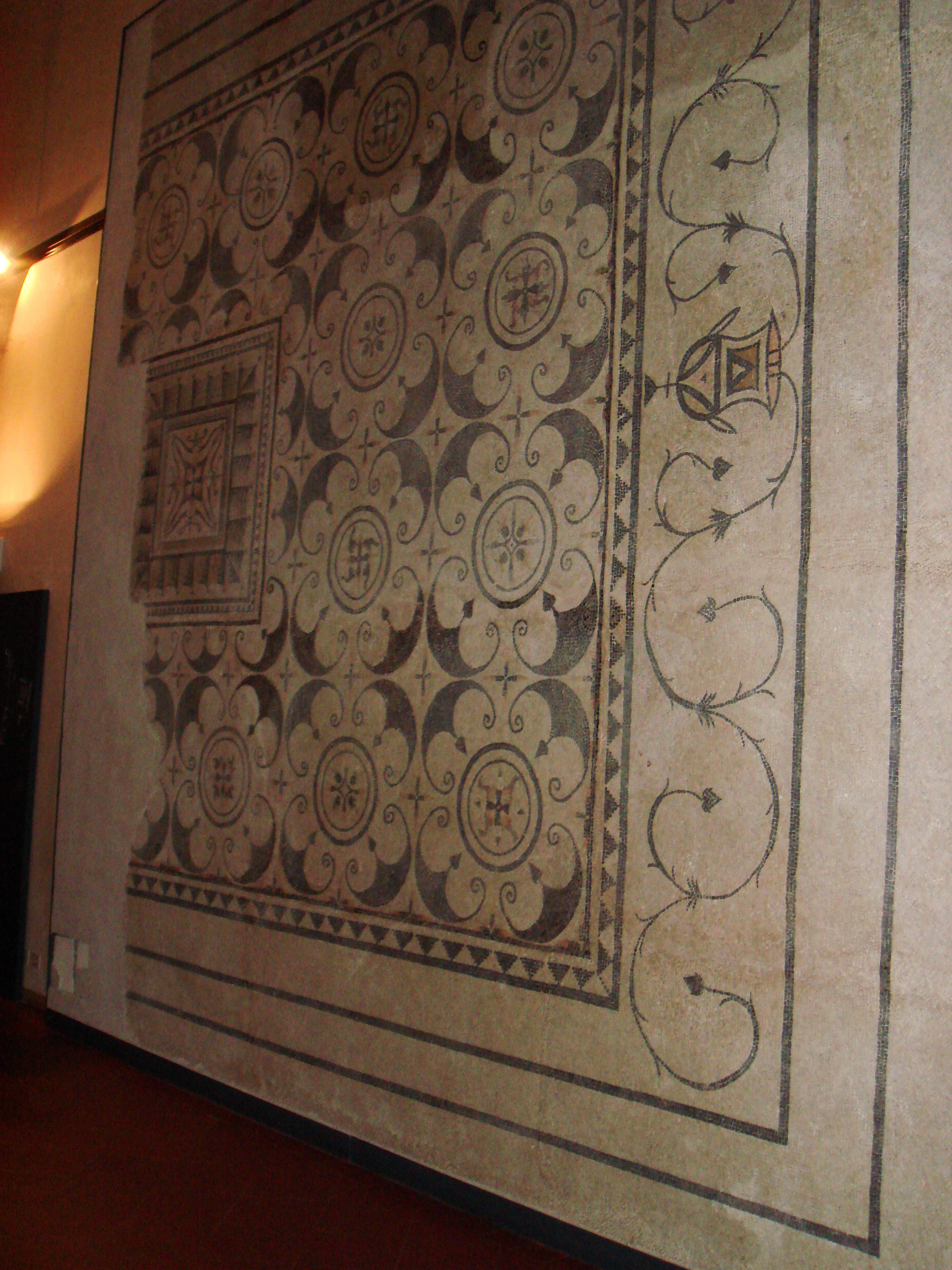
Uno dei mosaici rinvenuti

La domus di via San Rocchino a Brescia è un sito archeologico risalente all'età romana, scoperto all'inizio degli anni 1960 durante lavori di urbanizzazione nell'area a nord del centro storico cittadino. Tutti i reperti individuati nel sito, in particolare i vasti e pregevoli mosaici pavimentali, sono stati rimossi e sono oggi esposti nel museo di Santa Giulia.

## La scoperta
Nel 1960, durante i vasti cantieri di urbanizzazione dell'area a nord del colle Cidneo, aperti all'indomani dell'apertura della galleria Tito Speri e che avrebbero portato al consolidamento del quartiere Crocifissa di Rosa, viene rinvenuta una grande abitazione di epoca romana. Il sito archeologico aperto nei mesi successivi individua numerosi ambienti di una domus a peristilio, realizzata nell'ambito della ricostruzione di un edificio precedente avvenuta nella seconda metà del II sec. d.C. e ancora presentante vaste superfici a mosaico, parzialmente intaccate dai macchinari di scavo al momento della scoperta. Nel 1962, dopo aver mappato il sito ed estratto i reperti più preziosi, il cantiere viene riaperto e l'area viene occupata da nuovi edifici residenziali. La collocazione originale dell'area archeologica, ad oggi, non è più distinguibile.

## I reperti
I reperti principali, consistenti in tre ampie superfici di mosaico pavimentale, sono oggi custoditi nel museo di Santa Giulia. Il più importante di questi è un vasto e pregiato mosaico con decorazione a pelte e rosette. Nel complesso, i mosaici occupano un'estensione di 60 m². Tutti i mosaici sono databili al II secolo d.C. e sono di alta qualità per materiale e tecnica di posa. Gli schemi decorativi riprendono quelli, molto simili, documentati in Africa settentrionale e Sardegna.